# Rodovia Ramon Gomez
A Rodovia Ramon Gomez, ou Rodovia Ramão Gomes, é uma estrada de acesso da cidade de Corumbá, Mato Grosso do Sul.
Com pouco mais de 4 km de extensão, ela interliga Corumbá a fronteira com a Bolívia e é o final da BR-262. É por ela que passa a maioria dos veículos que vão e vem do território boliviano. 
Ás margens dela ficam o Parque Marina Gatass e o cemitério Nelson Chamma. Ainda é possível acessar o Porto Seco Agesa.

## Coordenadas
| Desde                         | Desde                                                            | Até                   | Até                                                              | Distância em Km | Acumulado em Km |
| Localização                   | Coordenadas                                                      | Localização           | Coordenadas                                                      | Distância em Km | Acumulado em Km |
| ----------------------------- | ---------------------------------------------------------------- | --------------------- | ---------------------------------------------------------------- | --------------- | --------------- |
| Rua Gabriel Vandoni de Barros | 19° 0' 87" S 57° 67' 42" O{{#coordinates:}}: latitude inválida   | Parque Marina Gatass  | 19° 01' 40" S 57° 68' 80" O{{#coordinates:}}: longitude inválida | 1,68            | 1,68            |
| Parque Marina Gatass          | 19° 01' 40" S 57° 68' 80" O{{#coordinates:}}: longitude inválida | Rótula do Anel Viário | 19° 01' 84" S 57° 69' 42" O{{#coordinates:}}: latitude inválida  | 0,80            | 2,48            |
| Rótula do Anel Viário         | 19° 01' 84" S 57° 69' 42" O{{#coordinates:}}: latitude inválida  | Ponte Brasil-Bolívia  | 19° 02' 83" S 57° 70' 81" O{{#coordinates:}}: latitude inválida  | 1,83            | 4,31            |